# Хюрюляйнен, Анне-Мари
А́нне-Ма́ри Хю́рюляйнен (фин. Anne-Mari Hyryläinen; в девичестве — Ко́скинен фин. Koskinen; род. 15 августа 1978, Тампере, Финляндия) — финская легкоатлетка, специализирующаяся в беге на длинные дистанции и марафоне; член сборной Финляндии на летних Олимпийских играх 2016 года.
Лучшее личное время в марафоне было показало спортсменкой в 2015 году в Дубае, где она пробежала дистанцию со временем 2:35:17.

## Личная жизнь
Увлекается альпинизмом. Спортсменка стала второй финской женщиной, покорившей 23 мая 2010 года гору Эверест (первой 10 мая 2010 года на Эверест поднялась Карина Ряйхя). Хюрюляйнен также поднималась на гору Лхоцзе и Манаслу. Живёт в Дубае.